# Santa Ángela de Merici (título cardenalicio)
El título cardenalicio de Santa Ángela de Merici fue instituido el 22 de febrero de 2014 por el papa Francisco.

## Titulares
- Fernando Sebastián Aguilar (22 de febrero de 2014 - 24 de enero de 2019)
- Sigitas Tamkevičius (5 de octubre de 2019 - al presente)